# Agrodiaetus vittata
Agrodiaetus vittata är en fjärilsart som beskrevs av Charles Oberthür 1892. Agrodiaetus vittata ingår i släktet Agrodiaetus och familjen juvelvingar. Inga underarter finns listade i Catalogue of Life.